# L'Amour au temps de la guerre civile
L'Amour au temps de la guerre civile (tiếng Anh: Love in the Time of Civil War; tiếng Việt: Tình yêu vào thời điểm nội chiến) là một phim truyền hình Canada năm 2014 được đạo diễn bởi Rodrigue Jean. Phim được chọn để chiếu trong phần Điện ảnh Thế giới Đương đại của Liên hoan phim Quốc tế Toronto năm 2014. Phim có sự tham gia của Alexandre Landry trong vai Alex, một trai mại dâm và nghiện ma túy ở Montreal, Quebec.

## Diễn viên
- Ana Christina Alva
- Catherine-Audrey Lachapelle
- Alexandre Landry
- Jean-Simon Leduc vai Bruno
- Éric Robidoux